# Altenburg (Gemeinde Wilhelmsburg)
Altenburg ist ein Ort und eine Katastralgemeinde der Gemeinde Wilhelmsburg im Bezirk Sankt Pölten-Land in Niederösterreich.

## Geografie
Die Katastralgemeinde befindet sich südöstlich von Wilhelmsburg am rechten Traisenufer und gehörte bis zu Gemeindezusammenlegung in den 1970ern zur ehemaligen Gemeinde Kreisbach. Die Katastralgemeinde gliedert sich in die Streusiedlung Altenburg gegenüber von Rotheau, die Ortslagen Am Gugerl, Hohentann, Mayerhof, Stadelböck und Sulzhof sowie weitere Einzellagen, die allesamt nur über schmale Brücken über die Traisen zu erreichen sind.

## Geschichte
Im Jahr 1822 wurde der Ort mit 27 zerstreuten Häusern erwähnt, die nach Wilhelmsburg eingepfarrt waren und wohin auch die Kinder eingeschult wurden. Die Herrschaft Lilienfeld besaß die Ortsobrigkeit, übte die Landgerichtsbarkeit aus und besorgte die Konskription. Die Untertanen und Grundholde des Ortes gehörten den Herrschaften Lilienfeld, Kreisbach, Hohenberg, Wald, Schönbichl und Emmersdorf. Laut Adressbuch von Österreich waren im Jahr 1938 in Altenburg ein Gastwirt und zahlreiche Landwirte ansässig.

## Verkehr
Sowohl die aufgelassene Haltestelle Rotheau-Eschenau als auch die aufgelassene Haltestelle Göblasbruck, beide an der Leobersdorfer Bahn, liegen auf dem Gebiet der Katastralgemeinde Altenburg.

## Persönlichkeiten
- Othmar Steinbauer (1895–1962), Komponist, Musiktheoretiker und Entwickler der Klangreihenlehre, verstarb im Ort